# Tropaeolum boliviense
Tropaeolum boliviense är en krasseväxtart som beskrevs av Loesener. Tropaeolum boliviense ingår i släktet krassar, och familjen krasseväxter. Inga underarter finns listade i Catalogue of Life.